# 高橋良和
高橋 良和（たかはし よしかず、1970年 - ）は、日本の土木工学者。
京都大学教授、工学博士。研究領域は、地震工学、構造工学、コンクリート工学、ソフトウェア工学（オブジェクト指向）。特に橋の耐震安全性の研究で知られる。
土木学会、日本地震工学会、日本コンクリート工学会、日本建築学会、American Concrete Instituteに所属している。

## 経歴
京都市に生まれる。京都教育大学附属高等学校を経て、京都大学工学部を卒業、引き続き同大大学院土木学専攻に進み、1996年に修士号、2002年に工学博士号をそれぞれ取得した。大学受験に際しては、地震の研究を希望して理学部と工学部のどちらにするかで悩み、試験科目に国語がないという理由で工学部を選択したという。修士課程1回生の時に阪神・淡路大震災に遭遇して被災状況の現地調査をおこなう。この経験から、高橋は「研究者としての耐震工学の知見を持ったうえで阪神・淡路大震災の被災状況を実際に見ることのできた“最後の世代”」と認識し、使命感につながったと述べている。
博士号取得後は、1996年04月から2006年03月まで京都大学,助手、2003年03月から2004年01月までUniversity of California, Berkeley, Research Fellow、2006年01月から2014年01月まで京都大学, 防災研究所, 助教授、2014年02月から2016年12月まで
京都大学, 大学院工学研究科, 准教授を経て、2017年01月から現在は京都大学, 大学院工学研究科, 教授である。一方、一般への土木知識普及のために「どぼくカフェ」というイベントを2012年頃から手がけている。